# Bridelia
Bridelia är ett släkte av emblikaväxter. Bridelia ingår i familjen emblikaväxter.

## Bildgalleri

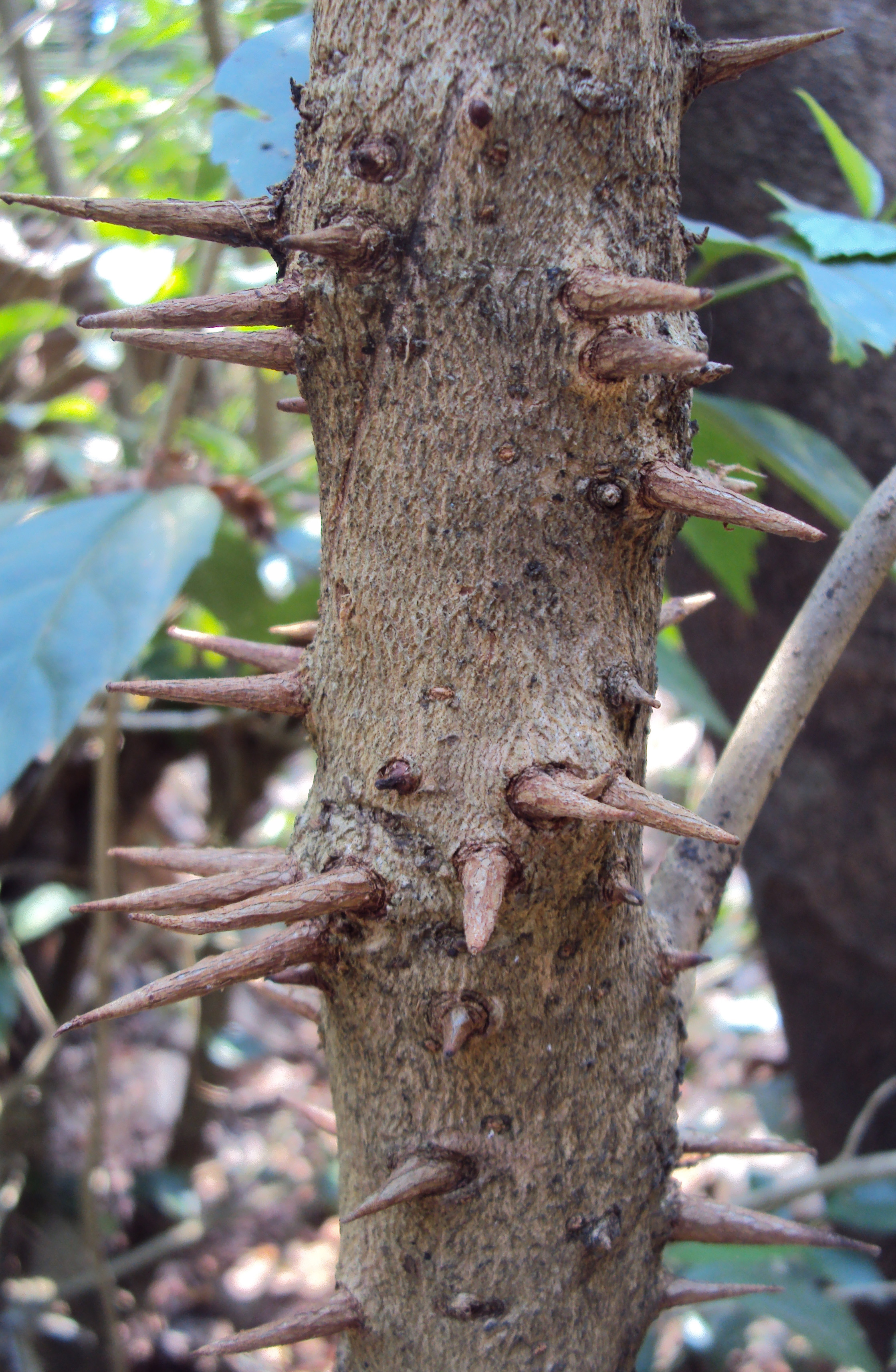

## Dottertaxa tillBridelia, i alfabetisk ordning[1]
- Bridelia adusta
- Bridelia affinis
- Bridelia alnifolia
- Bridelia assamica
- Bridelia atroviridis
- Bridelia balansae
- Bridelia brideliifolia
- Bridelia cathartica
- Bridelia cinnamomea
- Bridelia curtisii
- Bridelia duvigneaudii
- Bridelia eranalis
- Bridelia erapensis
- Bridelia exaltata
- Bridelia ferruginea
- Bridelia finalis
- Bridelia glauca
- Bridelia grandis
- Bridelia harmandii
- Bridelia insulana
- Bridelia leichhardtii
- Bridelia macrocarpa
- Bridelia micrantha
- Bridelia microphylla
- Bridelia mollis
- Bridelia montana
- Bridelia moonii
- Bridelia ndellensis
- Bridelia nicobarica
- Bridelia oligantha
- Bridelia ovata
- Bridelia parvifolia
- Bridelia pervilleana
- Bridelia pustulata
- Bridelia retusa
- Bridelia rhomboidalis
- Bridelia ripicola
- Bridelia scleroneura
- Bridelia sikkimensis
- Bridelia somalensis
- Bridelia speciosa
- Bridelia stipularis
- Bridelia taitensis
- Bridelia tenuifolia
- Bridelia tomentosa
- Bridelia triplocarya
- Bridelia tulasneana
- Bridelia verrucosa
- Bridelia whitmorei